# 北九州市立美術館
北九州市立美術館（きたきゅうしゅうしりつびじゅつかん）は、北九州市にある美術館。戸畑区に本館・アネックスを設置している。小倉北区のリバーウォーク北九州内にある分館は現在休館中。

## 本館・アネックス
1974年（昭和49年）竣工。建築家、磯崎新の設計。磯崎はカテドラル（聖堂）をイメージして設計したという。二つの大きなヴォリュームがキャンティレバーとして、外観をつくる。シンメトリーの構成である。その外観から、「丘の上の双眼鏡」の愛称を持つ。エントランスホールは三層吹抜である。主に印象派から現代アートを収蔵。また、九州大学の国文学者、田村専一の約1300点にも及ぶ浮世絵コレクションが、没後一括寄贈された。
1998年（平成10年）に公共建築百選に選ばれた。また、2006年（平成18年）公開の実写映画『デスノート』の美術館のシーンで、内部が撮影に使われた。2012年（平成24年）11月には翌年公開の映画『図書館戦争』のロケが行われた。
なお老朽化が進んだことから、本館は2015年（平成27年）8月で休館、市民ギャラリーとして使われているアネックスは同年いっぱいで休館し、大規模修繕工事を実施。2017年（平成29年）11月3日にリニューアルオープンした。作品の保管・展示の為の館内の空調・温湿度管理設備の更新をメインに、バリアフリー対応も行われ、開会式には設計者の磯崎新も出席した。

### 交通アクセス

#### 路線バス
いずれも西鉄バス北九州各営業所運行
小倉・黒崎方面から
- 1番・22番など乗車、七条下車後、美術館行のシャトルバス（無料）に乗換
- 7番・40番乗車、美術館口バス停下車後、徒歩またはシャトルバス乗換

戸畑駅から
- 40番乗車、美術館口下車後、徒歩またはシャトルバス乗換

福岡方面から
- 高速バスいとうづ号七条下車、シャトルバス乗換

なお、学校休校期間や企画展開催中などの土日に戸畑駅より臨時直行バスが運行される場合がある

#### 自家用車
- 北九州高速4号線山路出入口から2.8㎞。駐車場有。

### 主な収蔵作品
開館以来、積極的に作品を購入して所蔵品を増やした。特に、絵画の価格が高騰したバブル期以降は、比較的安値な現代美術の若手の作品を中心に収集が行われている。結果的に評価が定まらない作品も多いが、草間弥生やフランチェスコ・クレメンテなど、購入後に評価を高めた芸術家の作品もある。375万円で購入したバスキアの『消防士』は、2019年現在100億円前後の値が付くものと考えられている。
- 歌川広重 『玉屋内しら菊』　大判　錦絵
- 歌川芳虎 『東京日本橋風景』　大判3枚続　錦絵
- クロード・モネ 『睡蓮、柳の反影』（1916年 - 1919年）
- ピエール＝オーギュスト・ルノワール 『麦わら帽子を被った女』（1880年）
- エドガー・ドガ 『マネとマネ夫人像』（1868年 - 1869年）
- 岸田劉生 『自画像』（1913年）
- 萬鉄五郎 『ねて居る人』（1923年）
- 海老原喜之助 『船を造る人』（1954年）
- ジャン＝ミシェル・バスキア 『消防士』（1983年）
- フランク・ステラ 『八幡ワークス』（1993年）
- 川俣正 『ルーズベルト島プラン─24』（1993年）

など。

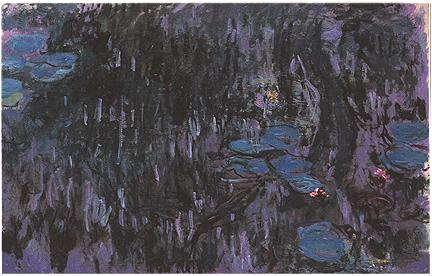
クロード・モネ「睡蓮、柳の反影」
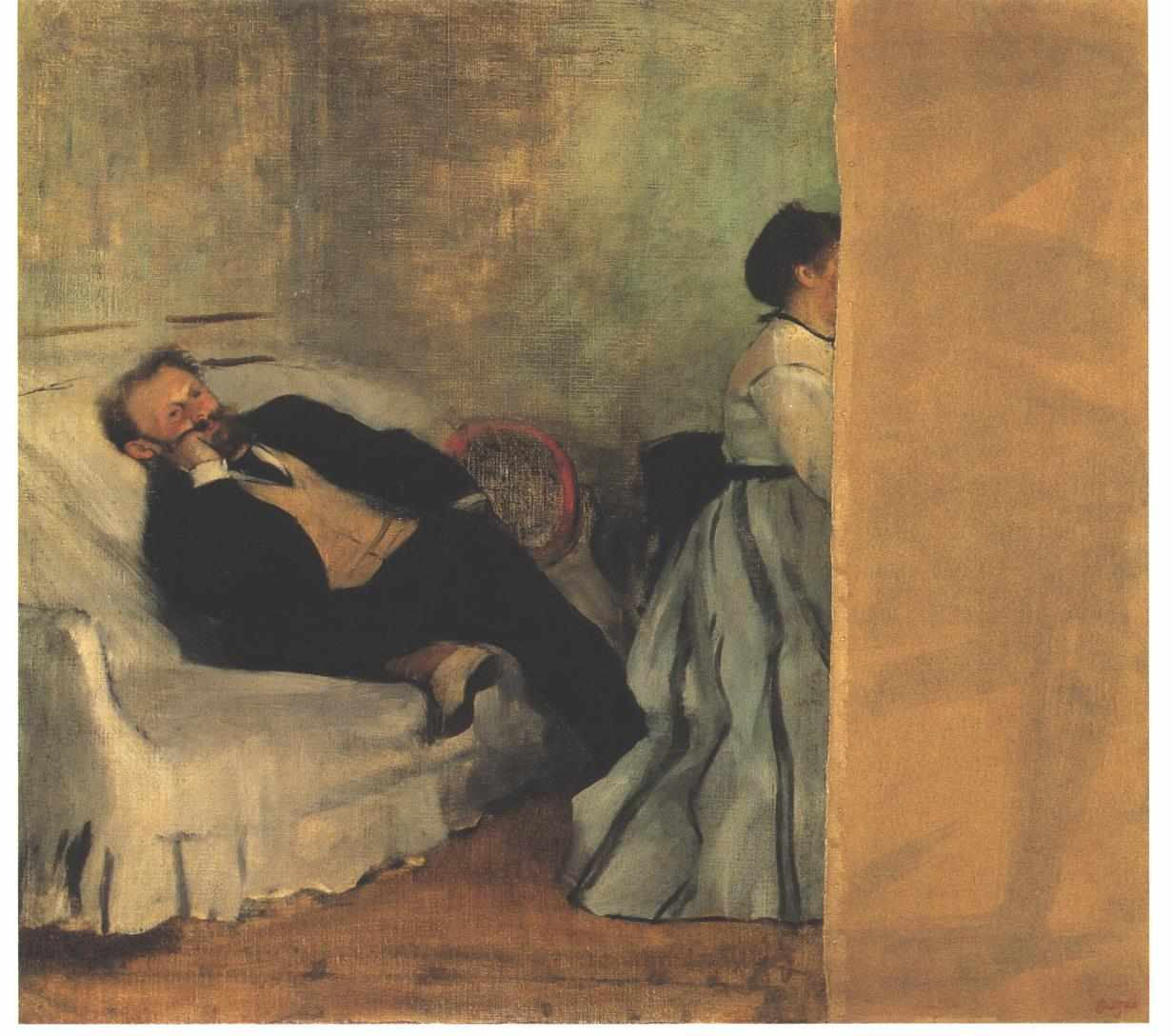
エドガー・ドガ「マネとマネ夫人像」
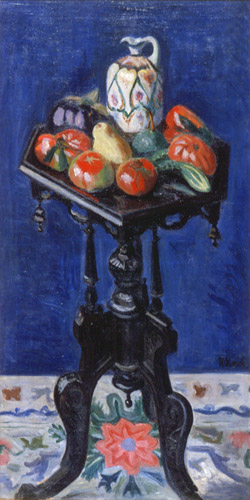
小出楢重「卓上蔬菜」
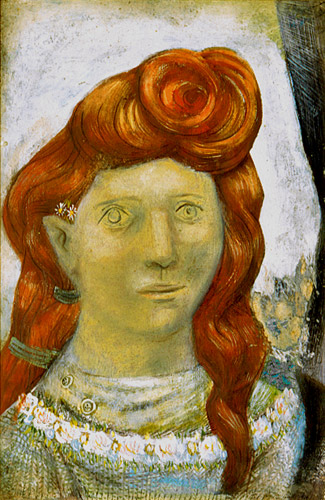
野田英夫「婦人像」

## 分館
2003年（平成15年）リバーウォーク北九州の核テナントのひとつとして開館し、街中にある美術館として運営。本館と役割を分け、様々なジャンルの展示が行われていた。2024年3月末より休館となっている。
所在地：福岡県北九州市小倉北区室町1丁目1番1号 リバーウォーク北九州5階

## 出演作品
映画図書館戦争の情報歴史図書館の戦闘シーンのロケ地でもある。